# Stazione di Chihaya

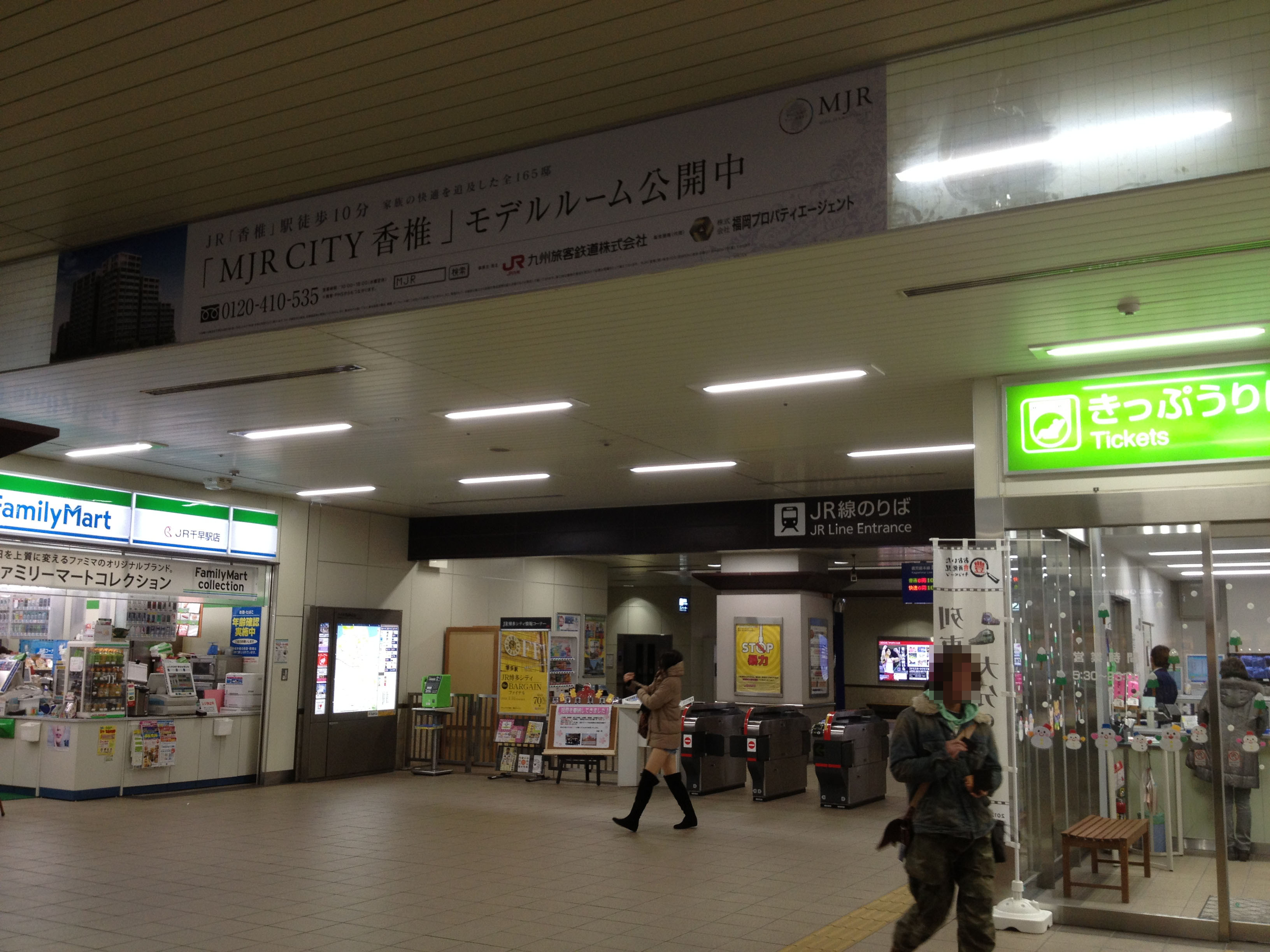
Tornelli della stazione JR

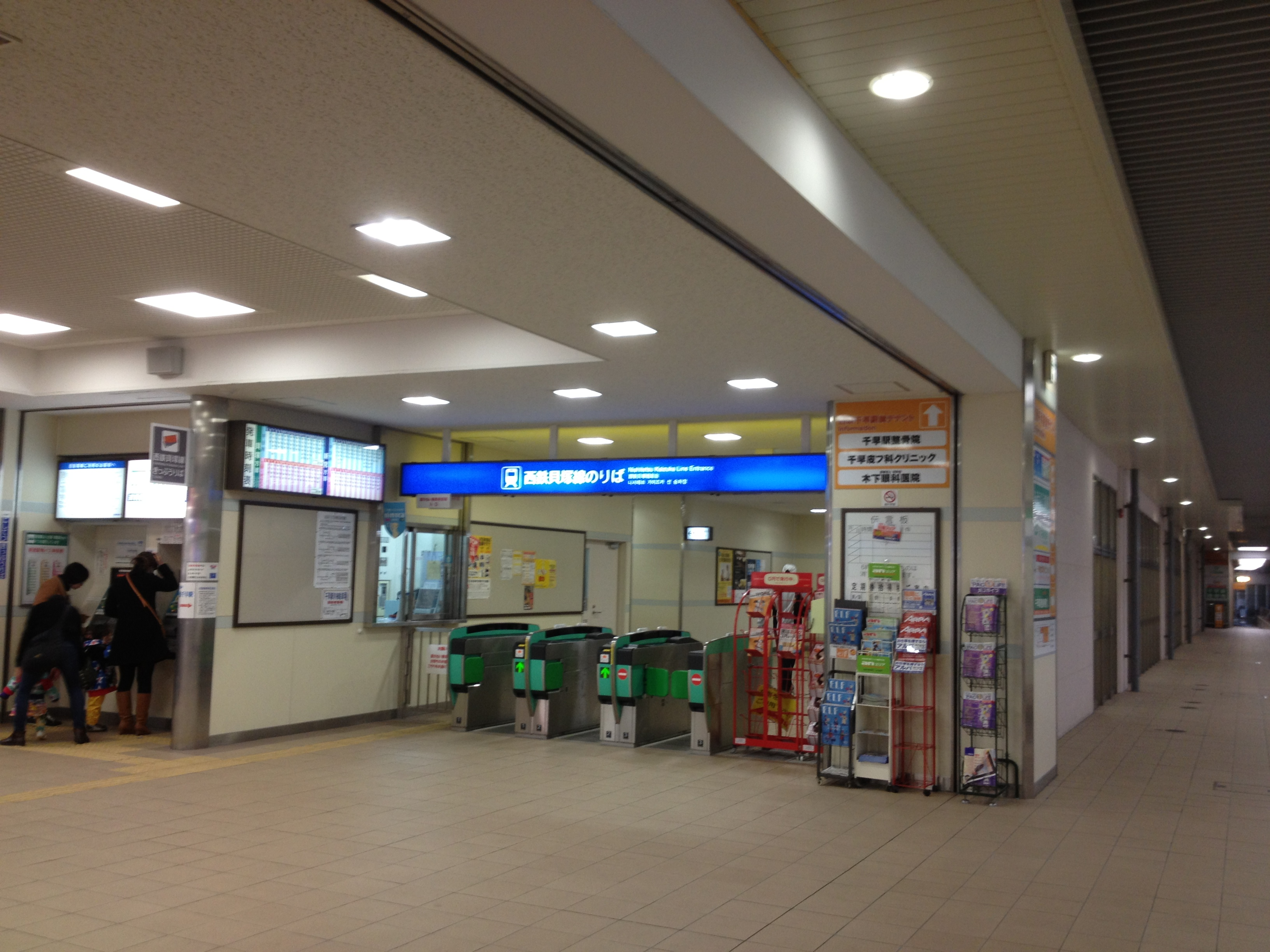
Tornelli della sezione Nishitetsu

La stazione di Chihaya (千早駅?, Chihaya-eki) è una stazione ferroviaria di Fukuoka, e si trova nel quartiere di Higashi-ku. La stazione è servita dalla linea principale Kagoshima della JR Kyushu e dalla linea Kaizuka delle Ferrovie Nishi-Nippon (Nishitetsu).

## Linee e servizi ferroviari
JR Kyushu
■ Linea principale Kagoshima
 Ferrovie Nishitetsu
■ Linea Nishitetsu Kaizuka

## Struttura
La stazione è costituita da un unico fabbricato che ospita le infrastrutture dei due operatori. La sezione delle ferrovie Nishitetsu è chiamata "Nishitetsu-Chihaya". Entrambe le linee sono su viadotto e al piano terra è presente il mezzanino, con ingressi separati per ciascuna delle due linee. Pertanto, per effettuare l'interscambio è necessario uscire dai tornelli di una linea e entrare in quelli dell'altra. Il traffico della stazione si attesta sulle 14.000 unità al giorno, e sono quindi presenti diversi servizi ed esercizi commerciali.

### Sezione Nishitetsu
La linea Kaizuka dispone di un marciapiede a isola e due binari passanti su viadotto. Sono presenti ascensori e scale mobili. 
| 1 | ■ Linea Kaizuka |  | per Nishitetsu-Shingū |
| 2 | ■ Linea Kaizuka |  | per Kaizuka           |

### Sezione JR Kyushu
La linea principale Kagoshima possiede due marciapiedi a isola con quattro binari passanti in totale. Il mezzanino dispone anche di biglietteria presenziata per l'acquisto dei biglietti dei treni a lunga percorrenza, inclusi gli shinkansen.
| 1-2 | ■ Linea principale Kagoshima |  | per Kashii, Kokura e Mojikō           |
| 3-4 | ■ Linea principale Kagoshima |  | per Hakata, Futsukaichi, Tosu e Ōmuta |

## Stazioni adiacenti
| «                          | Servizio                   | »                          |
| Linea principale Kagoshima | Linea principale Kagoshima | Linea principale Kagoshima |
| -------------------------- | -------------------------- | -------------------------- |
| Kashii                     | Locale                     | Hakozaki                   |
| Kashii                     | Rapido                     | Yoshizuka                  |
| Kashii                     | Semirapido                 | Yoshizuka                  |
| Linea Kaizuka              |                            |                            |
| Najima                     | -                          | Kashiimiyamae              |